# Jo Sullivan Loesser
Elizabeth Josephine Sullivan Loesser, detta Jo (Mounds, 28 agosto 1927 – New York, 28 aprile 2019), è stata un'attrice e cantante statunitense.

## Biografia
Attiva soprattutto in campo teatrale, fece il suo debutto a Broadway nel 1948 nel dramma Sleepy Haollow, a cui seguirono apprezzate interpretazione in As the Girls Go (1948) e Let's Make an Opera (1950). Nel 1951 interpretò Dorothy Gale nel musical The Wizard of Oz a St Louis, recitando accanto a Margaret Hamilton, che aveva già interpretato la cattiva strega dell'Ovest nel film del 1939 con Judy Garland. Nel 1954 tornò a New York per recitare ne L'opera da tre soldi nell'Off Broadway, una interpretazione che riprese l'anno successivo a Broadway dopo aver recitato brevemente in Carousel. Nel 1956 The Most Happy Fella recitò nel musical The Most Happy Fella, per cui ricevette una candidatura al Tony Award alla miglior attrice non protagonista in un musical.

### Vita privata
Fu sposata con il compositore Frank Loesser dal 1959 alla morte dell'uomo nel 1969 e la coppia ebbe due figlie, Hannah ed Emily Loesser. Dal 1973 alla morte è stata sposata con Jack Osborn.